# Трейл (Міннесота)
Трейл (англ. Trail) — місто (англ. city) в США, в окрузі Полк штату Міннесота. Населення — 40 осіб (2020).

## Географія
Трейл розташований за координатами 47°47′0″ пн. ш. 95°41′53″ зх. д. / 47.78333° пн. ш. 95.69806° зх. д. (47.783287, -95.698003).  За даними Бюро перепису населення США в 2010 році місто мало площу 2,57 км², уся площа — суходіл.

## Демографія
Згідно з переписом 2010 року, у місті мешкало 46 осіб у 26 домогосподарствах у складі 12 родин. Густота населення становила 18 осіб/км².  Було 36 помешкань (14/км²).
Расовий склад населення:
| - 100,0 % — білих |

До двох чи більше рас належало 0,0 %. Частка іспаномовних становила 0,0 % від усіх жителів.
За віковим діапазоном населення розподілялося таким чином: 6,5 % — особи молодші 18 років, 78,3 % — особи у віці 18—64 років, 15,2 % — особи у віці 65 років та старші. Медіана віку мешканця становила 52,5 року. На 100 осіб жіночої статі у місті припадало 130,0 чоловіків;  на 100 жінок у віці від 18 років та старших — 126,3 чоловіків також старших 18 років.
Середній дохід на одне домашнє господарство  становив 26 651 долар США (медіана — 26 125), а середній дохід на одну сім'ю — 29 474 долари (медіана — 29 375). За межею бідності перебувало 40,6 % осіб, у тому числі 90,0 % дітей у віці до 18 років та 30,4 % осіб у віці 65 років та старших.
Цивільне працевлаштоване населення становило 32 особи. Основні галузі зайнятості: виробництво — 28,1 %, освіта, охорона здоров'я та соціальна допомога — 28,1 %, роздрібна торгівля — 12,5 %, мистецтво, розваги та відпочинок — 12,5 %.